# Jeong Woo-yeong
Jeong Woo-yeong (정우영?, 鄭優營?; Incheon, 20 settembre 1999) è un calciatore sudcoreano, centrocampista dell'Union Berlino, e della nazionale sudcoreana.

## Caratteristiche tecniche
È un esterno destro.

## Carriera
Cresciuto nel settore giovanile dell'Incheon Utd, nel 2018 è stato acquistato dal Bayern Monaco che lo ha aggregato alla propria seconda squadra. Il 27 novembre è stato convocato per il match di UEFA Champions League contro il Benfica facendo il suo ingresso in campo a 5 minuti dalla fine, mentre il 2 marzo 2019 ha debuttato in Bundesliga, giocando i minuti finali dell'incontro vinto 5-1 contro il Borussia M'gladbach.
Nel giugno 2019 è stato acquistato a titolo definitivo dal Friburgo.

## Statistiche
Statistiche aggiornate al 22 novembre 2022.

### Presenze e reti nei club
| Stagione                | Squadra                 | Campionato              | Campionato | Campionato | Coppe nazionali | Coppe nazionali | Coppe nazionali | Coppe continentali | Coppe continentali | Coppe continentali | Altre coppe | Altre coppe | Altre coppe | Totale | Totale | Totale |
| Stagione                | Squadra                 | Comp                    | Pres       | Reti       | Comp            | Pres            | Reti            | Comp               | Pres               | Reti               | Comp        | Pres        | Reti        | Pres   | Reti   |        |
| ----------------------- | ----------------------- | ----------------------- | ---------- | ---------- | --------------- | --------------- | --------------- | ------------------ | ------------------ | ------------------ | ----------- | ----------- | ----------- | ------ | ------ | ------ |
| 2018-2019               | Bayern Monaco II        | RL                      | 29+2       | 13         | -               | -               | -               | -                  | -                  | -                  | -           | -           | -           | 31     | 13     |        |
| 2018-2019               | Bayern Monaco           | BL                      | 1          | 0          | CG              | 0               | 0               | UCL                | 1                  | 0                  | SG          | -           | -           | 2      | 0      |        |
| 2019-gen. 2020          | Friburgo                | BL                      | 0          | 0          | CG              | 1               | 0               | -                  | -                  | -                  | -           | -           | -           | 1      | 0      |        |
| 2019-gen. 2020          | Friburgo II             | RL                      | 6          | 2          | -               | -               | -               | -                  | -                  | -                  | -           | -           | -           | 6      | 2      |        |
| gen.-giu. 2020          | Bayern Monaco II        | 3L                      | 15         | 1          | -               | -               | -               | -                  | -                  | -                  | -           | -           | -           | 15     | 1      |        |
| Totale Bayern Monaco II | Totale Bayern Monaco II | Totale Bayern Monaco II | 44+2       | 14         |                 | -               | -               |                    | -                  | -                  |             | -           | -           | 46     | 14     |        |
| 2020-2021               | Friburgo                | BL                      | 26         | 4          | CG              | 2               | 0               | -                  | -                  | -                  | -           | -           | -           | 28     | 4      |        |
| 2021-2022               | Friburgo                | BL                      | 32         | 5          | CG              | 5               | 0               | -                  | -                  | -                  | -           | -           | -           | 37     | 5      |        |
| 2022-2023               | Friburgo                | BL                      | 25         | 1          | CG              | 3               | 0               | UEL                | 5                  | 1                  | -           | -           | -           | 33     | 2      |        |
| Totale Friburgo         | Totale Friburgo         | Totale Friburgo         | 83         | 10         |                 | 11              | 0               |                    | 5                  | 1                  |             | -           | -           | 99     | 11     |        |
| Totale carriera         | Totale carriera         | Totale carriera         | 136        | 26         |                 | 11              | 0               |                    | 6                  | 1                  |             | -           | -           | 153    | 27     |        |

### Cronologia presenze e reti in nazionale
| Cronologia completa delle presenze e delle reti in nazionale ― Giappone | Cronologia completa delle presenze e delle reti in nazionale ― Giappone | Cronologia completa delle presenze e delle reti in nazionale ― Giappone | Cronologia completa delle presenze e delle reti in nazionale ― Giappone | Cronologia completa delle presenze e delle reti in nazionale ― Giappone | Cronologia completa delle presenze e delle reti in nazionale ― Giappone | Cronologia completa delle presenze e delle reti in nazionale ― Giappone | Cronologia completa delle presenze e delle reti in nazionale ― Giappone |
| Data                                                                    | Città                                                                   | In casa                                                                 | Risultato                                                               | Ospiti                                                                  | Competizione                                                            | Reti                                                                    | Note                                                                    |
| ----------------------------------------------------------------------- | ----------------------------------------------------------------------- | ----------------------------------------------------------------------- | ----------------------------------------------------------------------- | ----------------------------------------------------------------------- | ----------------------------------------------------------------------- | ----------------------------------------------------------------------- | ----------------------------------------------------------------------- |
| 25-3-2021                                                               | Yokohama                                                                | Giappone                                                                | 3 – 0                                                                   | Corea del Sud                                                           | Amichevole                                                              | -                                                                       | 46’                                                                     |
| 16-11-2021                                                              | Doha                                                                    | Iraq                                                                    | 0 – 3                                                                   | Corea del Sud                                                           | Qual. Mondiali 2022                                                     | 1                                                                       | 79’                                                                     |
| 1-2-2022                                                                | Dubai                                                                   | Siria                                                                   | 0 – 2                                                                   | Corea del Sud                                                           | Qual. Mondiali 2022                                                     | -                                                                       | 46’                                                                     |
| 2-6-2022                                                                | Seul                                                                    | Corea del Sud                                                           | 1 – 5                                                                   | Brasile                                                                 | Amichevole                                                              | -                                                                       | 58’ 88’                                                                 |
| 6-6-2022                                                                | Daejeon                                                                 | Corea del Sud                                                           | 2 – 0                                                                   | Cile                                                                    | Amichevole                                                              | -                                                                       | 58’                                                                     |
| 10-6-2022                                                               | Suwon                                                                   | Corea del Sud                                                           | 2 – 2                                                                   | Paraguay                                                                | Amichevole                                                              | 1                                                                       | 74’                                                                     |
| 23-9-2022                                                               | Goyang                                                                  | Corea del Sud                                                           | 2 – 2                                                                   | Costa Rica                                                              | Amichevole                                                              | -                                                                       | 77’                                                                     |
| 27-9-2022                                                               | Seul                                                                    | Corea del Sud                                                           | 1 – 0                                                                   | Camerun                                                                 | Amichevole                                                              | -                                                                       | 72’                                                                     |
| 28-11-2022                                                              | Al Rayyan                                                               | Corea del Sud                                                           | 2 – 3                                                                   | Ghana                                                                   | Mondiali 2022 - 1º turno                                                | -                                                                       | 46’                                                                     |
| 24-3-2023                                                               | Ulsan                                                                   | Corea del Sud                                                           | 2 – 2                                                                   | Colombia                                                                | Amichevole                                                              | -                                                                       | 60’                                                                     |
| 13-10-2023                                                              | Seul                                                                    | Corea del Sud                                                           | 4 – 0                                                                   | Tunisia                                                                 | Amichevole                                                              | -                                                                       | 67’                                                                     |
| 17-10-2023                                                              | Suwon                                                                   | Corea del Sud                                                           | 6 – 0                                                                   | Vietnam                                                                 | Amichevole                                                              | -                                                                       | 65’                                                                     |
| 16-11-2023                                                              | Seul                                                                    | Corea del Sud                                                           | 5 – 0                                                                   | Singapore                                                               | Qual. Mondiali 2026                                                     | -                                                                       | 65’                                                                     |
| 21-11-2023                                                              | Shenzhen                                                                | Cina                                                                    | 0 – 3                                                                   | Corea del Sud                                                           | Qual. Mondiali 2026                                                     | -                                                                       | 83’                                                                     |
| 6-1-2024                                                                | Abu Dhabi                                                               | Iraq                                                                    | 0 – 1                                                                   | Corea del Sud                                                           | Amichevole                                                              | -                                                                       | 46’                                                                     |
| 15-1-2024                                                               | Doha                                                                    | Corea del Sud                                                           | 3 – 1                                                                   | Bahrein                                                                 | Coppa d'Asia 2023 - 1º turno                                            | -                                                                       | 82’                                                                     |
| 20-1-2024                                                               | Doha                                                                    | Giordania                                                               | 2 – 2                                                                   | Corea del Sud                                                           | Coppa d'Asia 2023 - 1º turno                                            | -                                                                       | 69’                                                                     |
| 25-1-2024                                                               | Al Wakrah                                                               | Corea del Sud                                                           | 3 – 3                                                                   | Malaysia                                                                | Coppa d'Asia 2023 - 1º turno                                            | 1                                                                       | 75’                                                                     |
| 30-1-2024                                                               | Al Rayyan                                                               | Arabia Saudita                                                          | 1 – 1 dts (2 – 4 dtr)                                                   | Corea del Sud                                                           | Coppa d'Asia 2023 - Ottavi di finale                                    | -                                                                       | 54’                                                                     |
| 6-2-2024                                                                | Al Rayyan                                                               | Giordania                                                               | 2 – 0                                                                   | Corea del Sud                                                           | Coppa d'Asia 2023 - Semifinale                                          | -                                                                       | 81’                                                                     |
| 21-3-2024                                                               | Seul                                                                    | Corea del Sud                                                           | 1 – 1                                                                   | Thailandia                                                              | Qual. Mondiali 2026                                                     | -                                                                       | 62’                                                                     |
| 11-6-2024                                                               | Seul                                                                    | Corea del Sud                                                           | 1 – 0                                                                   | Cina                                                                    | Qual. Mondiali 2026                                                     | -                                                                       | 31’                                                                     |
| Totale                                                                  |                                                                         | Presenze                                                                | 22                                                                      |                                                                         | Reti                                                                    | 3                                                                       |                                                                         |

## Palmarès

### Club
- Campionato tedesco: 1

Bayern Monaco: 2018-2019
- Regionalliga Bayern: 1

Bayern Monaco II: 2018-2019
- 3. Liga: 1

Bayern Monaco II: 2019-2020

### Palmarès
- Giochi asiatici: 1

2022